# Etta McDaniel
Pour les articles homonymes, voir McDaniel.
Etta McDaniel est une actrice américaine, née le 1er décembre 1890 à Wichita (Kansas), morte le 13 janvier 1946 à Los Angeles (Californie).

## Biographie
Comme ses frères et sœur Otis McDaniel (1882-1916), Sam McDaniel (1886-1962) et Hattie McDaniel (1895-1952), Etta McDaniel entame sa carrière dans le répertoire du vaudeville et, plus spécifiquement, du minstrel show (leurs parents ayant une compagnie itinérante).
Au cinéma, elle débute dans un petit rôle non crédité à l'occasion de King Kong de Merian C. Cooper et Ernest B. Schoedsack, avec Fay Wray, Robert Armstrong et Bruce Cabot, sorti en 1933. Elle contribue en tout à soixante-et-un films américains, le dernier étant un court métrage sorti en septembre 1946, plusieurs mois après sa mort.
Entretemps, elle apparaît notamment dans Je n'ai pas tué Lincoln de John Ford (1936, avec Warner Baxter et Gloria Stuart), L'Inspiratrice de William A. Wellman (1942, avec Barbara Stanwyck et Joel McCrea) et Son of Dracula de Robert Siodmak (1943, avec Lon Chaney Jr.).
Notons encore qu'elle joue aux côtés de sa sœur Hattie dans Stella Dallas de King Vidor (1937, avec Barbara Stanwyck et John Boles).

## Filmographie partielle
- 1933 : King Kong de Merian C. Cooper et Ernest B. Schoedsack
- 1934 : Smoking Guns d'Alan James
- 1935 : The Arizonian de Charles Vidor
- 1936 : Palm Springs d'Aubrey Scotto
- 1936 : La Brute magnifique (Magnificent Brute) de John G. Blystone
- 1936 : Les Verts Pâturages (The Green Pastures) de Marc Connelly et William Keighley
- 1936 : Au seuil de la vie (The Devil is a Sissy) de W. S. Van Dyke et Rowland Brown
- 1936 : Je n'ai pas tué Lincoln (The Prisoner of Sharl Island) de John Ford
- 1936 : La Chevauchée solitaire (The Lonely Trail) de Joseph Kane
- 1936 : Le Rayon invisible (The Invisible Ray) de Lambert Hillyer
- 1936 : Mysterious Crossing d'Arthur Lubin
- 1936 : Hearts in Bondage (en) de Lew Ayres
- 1937 : Mile a Minute Love d'Elmer Clifton
- 1937 : Le Rescapé (The Go Getter) de Busby Berkeley
- 1937 : L'Amour en première page (Love is News) de Tay Garnett
- 1937 : On Such a Night d'Ewald André Dupont
- 1937 : Stella Dallas de King Vidor
- 1937 : Living on Love de Lew Landers
- 1937 : Man Bites Lovebug de Del Lord (court métrage)
- 1938 : Tom Sawyer, Detective de Louis King
- 1938 : Mon oncle d'Hollywood (Keep Smiling) de Herbert I. Leeds
- 1938 : Nanette a trois amours (Three Loves has Nancy) de Richard Thorpe
- 1939 : Au service de la loi (Sergeant Madden) de Josef von Sternberg
- 1940 : Carolina Moon (en) de Frank McDonald
- 1940 : Destin dans la nuit (The House Across the Bay) d'Archie Mayo
- 1940 : Charter Pilot d'Eugene Forde
- 1941 : Thieves Fall Out (en) de Ray Enright
- 1941 : Jimmy s'en va-t-en guerre (You're in the Army Now) de Lewis Seiler
- 1942 : Mokey de Wells Root
- 1942 : L'Inspiratrice (The Great Man's Lady) de William A. Wellman
- 1942 : Johnny Doughboy de John H. Auer
- 1942 : Far West (American Empire) de William C. McGann
- 1943 : They Came to Blow Up America (en) dee Edward Ludwig
- 1943 : Le Fils de Dracula (Son of Dracula) de Robert Siodmak
- 1943 : False Faces de George Sherman
- 1944 : What a Man! de William Beaudine
- 1944 : L'introuvable rentre chez lui (The Thin Man Goes Home) de Richard Thorpe
- 1945 : La Blonde incendiaire (Incendiary Blonde) de George Marshall
- 1945 : Calling All Fibbers de Jules White (court métrage)
- 1946 : Society Mugs d'Edward Bernds (court métrage)